# Acosmisme
L'acosmisme est la théorie qui, par contraste avec le panthéisme, nie la réalité du monde fini (le « cosmos »), le considérant comme illusoire (le préfixe a en grec signifie négation), et reconnaît l'Absolu infini non manifeste comme unique réalité. Les thèses et les concepts de l'acosmisme se retrouvent à la fois dans la philosophie occidentale et dans la philosophie orientale.

## L'acosmisme dans la philosophie occidentale
L'acosmisme est repéré dans l’œuvre d'un certain nombre de philosophes occidentaux, dont Parménide, Spinoza, Kant, Hegel, Schopenhauer, Spir, Martinetti et les idéalistes britanniques et américains tels que F.H. Bradley,. Le terme « acosmisme » est souvent attribué à Hegel qui l'emploie dans sa discussion de la philosophie de la religion, en particulier sa compréhension du panthéisme et sa réfutation des accusations d'athéisme contre Spinoza,,. Hegel explique que pour Spinoza c'est la substance infinie qui est réelle, tandis que le monde fini n'existe pas. 

« Mais les accusateurs du spinozisme sont incapables de se libérer du fini ; par conséquent, ils déclarent que pour le spinozisme tout est Dieu, parce que c'est précisément l'ensemble des finitudes (le monde) qui à présent disparaît. Si l'on emploie l'expression « Tout est Un » et [prétend] donc que l'unité est la vérité de la multiplicité, le « tout » n'est tout simplement plus. La multiplicité disparaît car il a sa vérité dans l'unité »

Walter Terence Stace (en) considère tout l'acosmisme philosophique comme enraciné dans l'expérience mystique, que les auteurs en soient conscients ou non. Stace souligne que la plupart des philosophes occidentaux tendent à une forme d'acosmisme qualifié, où le monde est moins réel plutôt que complètement illusoire. Il voit deux sources mystiques de l'acosmisme à l'intérieur de l'instant éternel, tout d'abord le moment mystique contient toute l'éternité et l'infini et donc il n'y a rien en dehors et d'autre part parce que le moment éternel est vécu comme la valeur suprême.

## L'acosmisme dans la philosophie orientale
Le concept de māyā dans l'école non-duelle advaïta védanta de l'hindouisme est une forme d'acosmisme. Māyā signifie « illusion, apparences ». L'univers est une illusion māyā mais cela ne signifie pas qu'il est considéré comme irréel. Wendy Doniger explique : « dire que l'univers est une illusion (māyā) ne veut pas dire qu'il est irréel ; c'est dire à la place qu'il n'est pas ce qu'il semble être, que c'est quelque chose constamment en devenir. Le māyā non seulement trompe les gens sur les choses qu'ils pensent qu'ils savent ; plus fondamentalement, il limite leurs connaissances à des choses qui sont épistémologiquement et ontologiquement de second ordre ».
Dans l'école védanta de l'hindouisme, le cosmos est un māyā qui cache l'absolue et ultime réalité (Brahma). L'esprit humain construit une expérience subjective, déclare l'école védanta, qui mène au risque de l'incompréhension de māyā ainsi qu'à l'interprétation de māyā comme la seule et dernière réalité. Les vedantins affirment que le « monde perçu, y compris les personnes, n'est pas ce qu'ils semblent être, il y a plus en eux que leurs formes physiques perçues ». Il existe des principes et des lois invisibles à l'œuvre dans le cosmos et dans les individus, affirment les chercheurs védanta, une vraie nature dans les autres et les objets qui est invisible, et cette âme invisible que personne ne perçoit directement, mais cette réalité invisible de l'âtman spirituel (soi, âme) existe. Māyā est ce qui se manifeste et perpétue un sens de fausse dualité (ou pluralité ivisible). Cette manifestation est réelle, mais elle obscurcit et échappe aux principes cachés et à la vraie nature de la réalité. L'école védanta tient que la libération est la réalisation sans entraves et la compréhension de ces principes invisibles - le Soi, que le Soi (âme) en chacun est le même que le soi en un autre et le soi en tout (Brahman).
La meilleure description de l'école advaïta védanta est qu'elle est moniste, idéaliste absolue, tandis que l'école dvaita védanta est un idéalisme pluraliste. Les deux possèdent des éléments d'acosmisme ontologique où l'aspect matériel du cosmos est considéré comme une « illusion, une apparence, une réalité incomplète » dans le sens de ce qui est « spirituel, éternel, immuable ». Dans la philosophie advaïta védanta, il y a deux réalités : le vyavaharika (réalité empirique) et le paramarthika (réalité spirituelle, absolue). Māyā est un fait en ce qu'il est l'apparition de phénomènes. Le Brahman (la réalité ultime, absolue, l'âme cosmique) est tenu par les advaïtins comme la vérité métaphysique. Le monde perçu, māyā, est vrai dans le sens épistémologique et empirique ; toutefois, māyā n'est pas considéré comme la vérité métaphysique et spirituelle par les védantins. La vérité spirituelle est la vérité pour toujours tandis que la vérité empirique n'est vraie que pour le moment présent. Comme māyā est le monde matériel perçu, il est vrai dans le contexte de la perception mais est « faux » dans le contexte spirituel de Brahman. La vraie réalité, pour les chercheurs advaïta, comprend à la fois le vyavaharika (empirique) et le paramarthika (spirituel), le māyā et le Brahman. Le but de l'illumination spirituelle, affirment les advaïtins, est de réaliser son âme comme l'âme cosmique (Brahman), de réaliser l'unité éternelle, sans peur, resplendissante,.
L'hindouisme advaïta et le bouddhisme ont tous deux été considérés comme des exemples d'acosmisme,,. D'autres spécialistes estiment que le bouddhisme ne peut pas être classé comme étant une philosophie fondée sur l'acosmisme et que l'advaïta védanta ne relève pas non plus de l'acosmisme.

## Source de la traduction
- (en) Cet article est partiellement ou en totalité issu de l’article de Wikipédia en anglais intitulé « Acosmism » (voir la liste des auteurs).